# Operação Sentinela da Liberdade

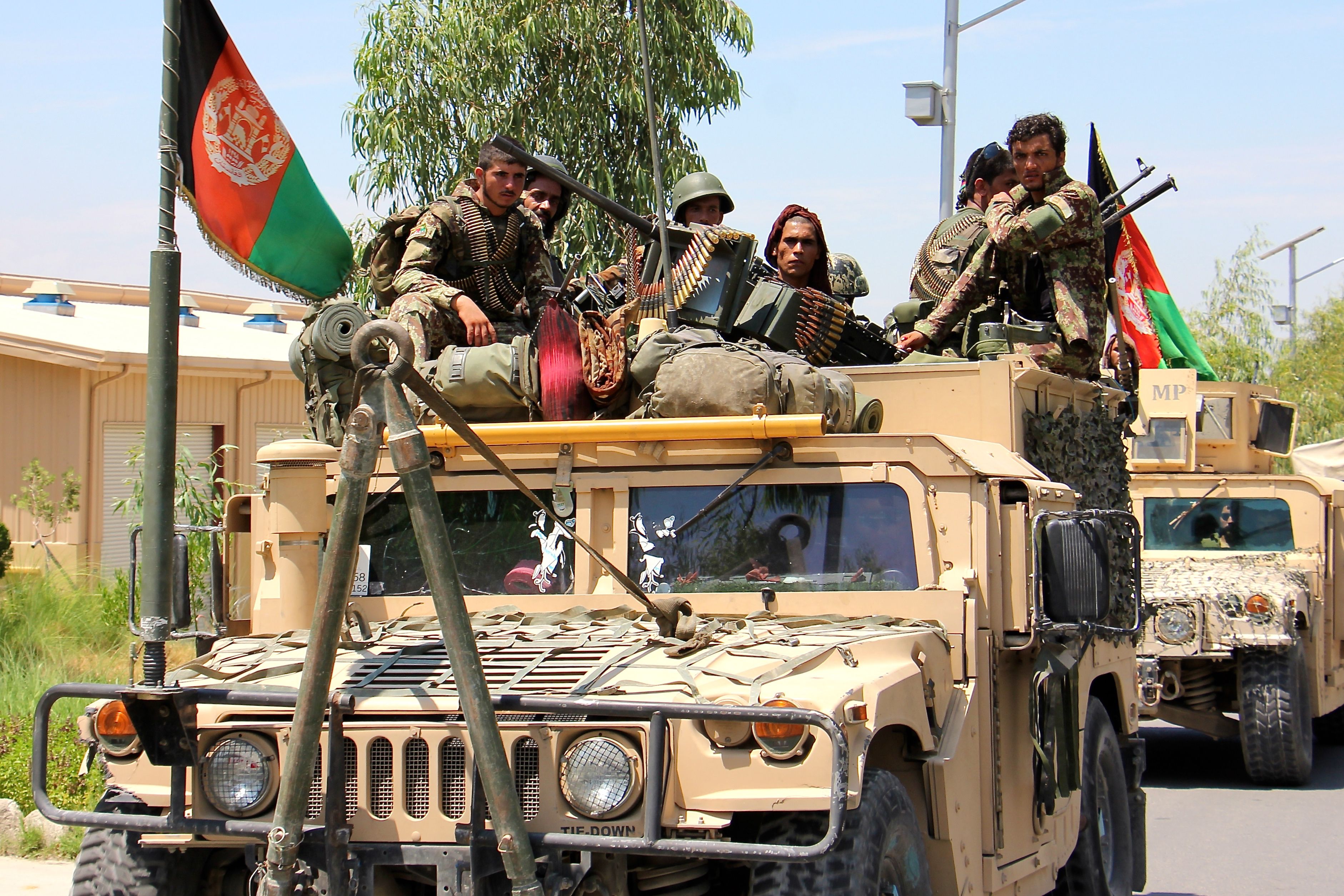
Tropas do Exército Nacional Afegão em 2015, treinadas pelos Estados Unidos.

Operação Sentinela da Liberdade (OFS, sigla em inglês para Operation Freedom's Sentinel) foi o nome oficial usado pelo governo dos Estados Unidos para designar a missão na Guerra do Afeganistão após a Operação Liberdade Duradoura no âmbito da Guerra ao Terror.
A Operação Sentinela da Liberdade fez parte da Missão Apoio Decidido (ou Apoio Resoluto) liderada pela OTAN, iniciada em 1 de janeiro de 2015. A operação possuía dois componentes: contraterrorismo e trabalho com aliados como parte do Suporte Resoluto. Existiam 17.148 soldados da OTAN no Afeganistão em junho de 2019.

## Objetivos
Após treze anos da Operação Liberdade Duradoura, o Exército dos Estados Unidos e os aliados da OTAN mudaram seu foco de grandes operações militares para um papel menor de treinamento e assistência liderado pela aliança atlântica. Enquanto a maior parte da nova missão estava sob o Apoio Decidido, liderado pela OTAN, aliados relataram que "um contingente separado de forças estadunidenses 'não pertencentes à OTAN' participará de atividades de proteção da força, apoio logístico e contraterrorismo". 
Quando a Operação Sentinela da Liberdade começou, o número de tropas estadunidenses no Afeganistão era de 9.800 soldados. O general John F. Campbell solicitou 1.000 tropas adicionais, enquanto os níveis de tropas da OTAN foram aumentados para uma força de aproximadamente 13.500. Seu pedido foi atendido. A partir de 2019, os níveis de tropas estadunidenses estavam em 14.000 soldados em apoio combinado às missões, Apoio Decidido, OTAN, Operação Sentinela da Liberdade.

## Conclusão
Com a estagnação confronto, em 29 de fevereiro, o governo dos Estados Unidos assinou um acordo de paz com o Talibã em Doha (Catar), que encerrou automaticamente as operações para atacar o grupo, entre essas operações está a Operação Sentinela da Liberdade.